# Cosmarium turpinii
Cosmarium turpinii là một loài Song tinh tảo trong họ Desmidiaceae, thuộc chi Cosmarium.